# Monobia
Monobia (лат.) — род одиночных ос (Eumeninae). Около 30 видов.

## Распространение
Неотропика. Неарктика. Встречаются в Северной и Южной Америке от США до Аргентины.

## Описание
Среднего размера осы. Нижнечелюстные щупики 5-члениковые, нижнегубные щупики состоят из 3 сегментов. Взрослые самки охотятся на личинок насекомых для откладывания в них яиц и в которых будет развиваться личинка осы. Провизия — гусеницы.

## Классификация
Около 30 видов. Monobia монофилетичен и филогенетически близок к роду Montezumia, отличаясь невыступающим субмаргинальным килем проподеума. Род был впервые выделен швейцарским энтомологом Анри де Соссюром.
- Monobia angulosa Saussure, 1852
- Monobia anomala Saussure, 1852
- Monobia apicalipennis Saussure, 1852
- Monobia arizonensis  (Bequaert, 1940)
  - =Montezumia arizonensis Bequaert, 1940
- Monobia atrorubra Ducke, 1904
- Monobia aurata Bertoni, 1918
- Monobia biangulata Saussure, 1875
- Monobia californica (Saussure, 1863)
- Monobia caliginosa Willink, 1982
- Monobia carbonaria Willink, 1982
- Monobia caridei Brèthes, 1906
- Monobia cingulata Brèthes, 1903
- Monobia curvata Fox, 1899
- Monobia cyanipennis (Guerin, 1831)
- Monobia deplanata Ducke, 1908
- Monobia egregia Saussure, 1856
- Monobia eremna Willink, 1982
- Monobia funebris Gribodo, 1891
- Monobia goiana Hermes, 2012
- Monobia incarum Bequard, 1940
- Monobia insueta Giordani Soika, 1969
- Monobia lecointei Ducke, 1911
- Monobia mochii Giordani Soika, 1973
- Monobia nayarit Willink, 1982
- Monobia nigripennis Saussure, 1875
- Monobia oaxaca  (Willink, 1982)
  - =Montezumia oaxaca Willink, 1982
- Monobia paraguayensis Berton, 1925
- Monobia proeta (Cresson, 1865)
- Monobia puertoricensis Bequard, 1941
- Monobia quadridens (Linnaeus, 1763)
- Monobia schrottkyi Berton, 1918
- Monobia scutellaris Ducke, 1911
- Monobia sylvatica Saussure, 1852
- Monobia texana (Cresson, 1872)
- Monobia trifasciata Willink, 1982
- Monobia yacochuyae Willink, 1982